# Стадион СРЦ Камен Инград
Стадион СРЦ Камен Инград је фудбалски стадион у Великој, Хрватска. Своје домаће утакмице на њему играју НК Камен Инград. 
Капацитет стадиона је 8.000 места, од чега су 7.095 седећа. Стадион се у фазама градио од 1997. до 2001. и испуњава све критеријуме УЕФА.